# Воклен, Сэмюэл Мэтьюс
Сэмюэл Мэтьюс Воклен (англ. Samuel Matthews Vauclain) — американский инженер-железнодорожник, изобретатель локомотивного парового двигателя двойного расширения, президент компании Baldwin Locomotive Works.

## Биография

### Ранние годы
Родителями Сэмюэла были Эндрю Констант Воклен (англ. Andrew Constant Vauclain, 1809—1887) и Мэри Энн Кэмпбелл (Mary Ann Campbell Vauclain, н.д.—1857). Эндрю Воклен работал механиком на Пенсильванской железной дороге с 1832 года, а в 1856 году был повышен до начальника путевых обходчиков. Новая должность однако накладывала новые обязанности, поэтому в феврале того же года Эндрю был вынужден оставить свою жену, которая находилась на пятом месяце беременности, и переехать в Алтуну. Когда 18 мая у Мэри родился сын, она с ним переехала из Порт-Ричмонда к мужу в Алтуну.
Ребёнка назвали Сэмюэл Мэтьюс и тот вскоре от отца заразился интересом к железной дороге. В 16 лет Сэмюэл решил не поступать в колледж, вместо этого при содействии отца устроившись в ремонтные мастерские Пенсильванской железной дороги, а в следующем году заключил с дорогой трудовой контракт на 4 года. Когда срок контракта истёк, в 1877 году Сэмюэл Воклен был повышен до помощника мастера, что позволило получать ему от 150 до 200 в месяц — достаточно хорошие по тем временам деньги. 17 апреля 1879 года в Алтуне он женился на местной девушке Энни Кирни (англ. Annie Kearney Vauclain), после чего пара построила небольшой дом за пределами города, в который к 1880 году и переехала.

### Baldwin Locomotive Works

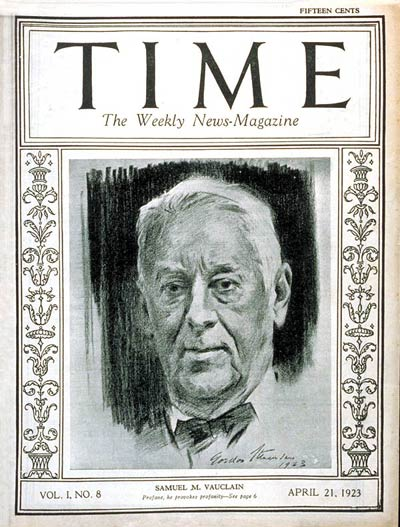
Сэмюэл Воклен на обложке журнала TIME, 1923 год.

Вскоре 24-летний Воклен получил предложение стать инспектором по двигателям для 60 локомотивов, строившихся на заводе Baldwin Locomotive Works (BLW), на что он согласился. К своим обязанностям он относился со всей серьёзностью и был придирчивым к деталям, что произвело положительное впечатление на руководство завода. В 1883 году ему предложили освободившуюся должность Главного бригадира в мастерских на 17-й улице. Так в 1883 году Сэмюэл Мэтьюс Воклен устроился на предприятие Baldwin, в котором проработал до конца своей жизни. Благодаря своему трудолюбию он стал быстро продвигаться по карьерной лестнице и вскоре работал управляющим мастерскими на 17-й улице. Далее его перевели на должность управляющего по оборудованию, и к своим 30 годам Сэмюэл уже был главным управляющим завода. Также с первых лет работы в BLW Воклен стал участвовать в создании прототипов локомотивных паровых машин и даже первого на паровозах электрооборудования. Он с энтузиазмом изучал процессы работы силовых установок и в 1889 году даже создал новую конструкцию паровой машины двойного расширения, позже названную в его честь, а в 1902 году опубликовал труды по расчёту балансировки компаунд-машин.
В январе 1896 года Воклен стал членом совета директоров, в 1911 — вице-президентом, а в 1917 — старшим вице-президентом. Он был одним из главных инициаторов расширения производственных мощностей завода, а в период Первой мировой войны активно посещал союзные страны, включая Великобританию, Россию и Францию, благодаря чему сумел получить для своего предприятия ряд крупных заказов на выпуск локомотивов и вооружения. В мае 1919 года Воклен стал президентом Baldwin Locomotive Works и в том же году заключил контракт на поставку сотни паровозов (позже заказ был увеличен) Tr20 типа 1-4-0 в послевоенную Польшу. Стоимость контракта составляла 7 миллионов долларов, но локомотивы продавались в кредит. Совет директоров был недоволен данной сделкой, посчитав её слишком рискованной в условиях спада заказов после окончания военных событий. Однако к их приятному изумлению Польша совершала необходимые выплаты по кредиту в срок, либо с опережением, и в августе 1929 года выполнила последний платёж по кредиту, тем самым полностью погасив задолженность. При содействии Сэмюэла Воклена компания перенесла свои основные мощности по выпуску локомотивов на бывший оружейный завод в Эддистоуне.
В 1922 году Воклен в рекламных целях организовал эффектную доставку сразу из 20 паровозов своим ходом дороге-заказчице Southern Pacific Railway; этот поезд получил название The Prosperity Special. Однако из-за серьёзных проблем у жены со здоровьем, Сэмюэл Мэтьюс вскоре принял решение оставить пост президента компании, после чего был переведён на должность председателя правления, на которой оставался до конца своих дней. Умер от сердечного приступа 4 февраля 1940 года в своём доме в Розмонте.

## Личная жизнь
Был женат на Энни Кирни (англ. Annie Kearney Vauclain, 14.01.1854 — 04.07.1923). У пары было шесть детей, двое из которых умерли в раннем возрасте.
Являлся членом Республиканской партии и даже представлял 7-й округ Пенсильвании на Республиканском национальном съезде 1920 года, когда кандидатом на должность президента был выдвинут Уоррен Гардинг.

## Награды
- Медаль Джона Скотта (1891)
- Медаль Эллиота Крессона (1891)
- Медаль «За выдающуюся службу» — за поставки вооружения для армии США во время Первой мировой войны

Также в 1920 году Сэмюэл Воклен был назван почетным членом Американского общества инженеров-механиков.